# 食藥同源
藥食同源 又叫食藥同源，日本稱之為。“药食同源”是指某些食物与药物具有相同的来源和功效，这一理念源于中国传统医学。它强调饮食与健康之间的密切关系，认为很多食材不仅可以作为日常饮食的组成部分，还具有一定的保健和治疗作用。其在治未病、亚健康调理、健康养生中的价值和作用被不断挖掘并应用在保健市场中，药食同源在目前保健市场中居于重要地位。现列为药食同源的物质有人参、枸杞、山药、大枣、甘草等物质，且研究表明药食同源物质具有众多功能因子如多糖、多酚、皂苷等具有多重药用价值。符合这一理念的饮食被称为藥膳。
食療是相关的中医概念。以日常飲食作滋補強身甚至醫療，研究食物對維持健康及防治疾病的作用，即所謂「醫食同源」。在中國及中医理论辐射地区國家，食療的傳統概念及智慧深入民間。《黃帝內經》中提出「五穀為養，五果為助，五畜為益，五菜為充，氣味合而服之，以補益精氣」；唐代孫思邈在《千金要方》有一卷「食治」；李時珍的《本草綱目》不單介紹藥物，更記載有300多種日常食物的療效，並提出多種食療藥膳方。医学中歸類為替代医学。
印度醫學也有固有的食疗概念。
一系列中国草药被列入《按照传统既是食品又是中药材的物质目录》（俗称“药食同源目录”），可以作为食品原料使用。另有人参、蛹虫草等属于新资源食品。

## 中国

### 大致历史
“药食同源”指，许多食物即药物，它们之间并无绝对的分界线，古代医学家将中药的“四性”、“五味”理论运用到食物之中，认为每种食物也具有“四性”、“五味”。“药食同源”是说中药与食物是同时起源的。中國“食藥同源”的理念自古就有，但是根據目前研究資料，《黃帝內經》是最早記載這個观点的書籍，其中有“無論何病，必問飲食，食以充飢”一句。《淮南子·修务训》称：“神农尝百草之滋味，水泉之甘苦，令民知所避就。当此之时，一日而遇七十毒。”可见神农时代药与食不分，无毒者可就，有毒者当避。
中国周朝時期，根據《周礼》而設置了“食医”這個官位，一直延續到宋朝為止都是專門為天子調配飲食的官員，他們甚至嚴格要求天子不能吃得太多，以造成肥胖、懶惰等症狀。
在元朝，由於蒙古人統治的版圖巨大，不僅僅是漢族的醫學理論，連蒙古族、藏族、回回等少數民族的理論也被加入了這個體系。元朝廢除了歷史悠久的“食醫”，創立新的官位“飲膳太医”，這個新的職位必須能理解各種不同民族的醫學理論。
不過，直到清朝滅亡為止，食藥同源都是中國宮廷獨佔的秘術，流入民間的說法眾說紛紜，因此較難考證真偽，中國人此後對這個理念也沒有進行一個確切的定義和整理。

### 理论
唐朝时期的《黄帝内经太素》一书中写道：“空腹食之为食物，患者食之为药物”，反映出“药食同源”的思想。
随着经验的积累，药食才开始分化。在使用火后，人们开始食熟食，烹调加工技术才逐渐发展起来。在食与药开始分化的同时，食疗与药疗也逐渐区分。
《内经》对食疗有非常卓越的理论，如“大毒治病，十去其六；常毒治病，十去其七；小毒治病，十去其八；无毒治病，十去其九；谷肉果菜，食养尽之，无使过之，伤其正也”，这可称为最早的食疗原则。
由此可见，在中医药学的传统之中，论药与食的关系是既有同处，亦有异处。但从发展过程来看，远古时代是同源的，后经几千年的发展，药食分化，若再往今后的前景看，也可能返璞归真，以食为药，以食代药。
中国中医学自古以来就有“药食同源”（又称为“医食同源”）理论。这一理论认为：许多食物既是食物也是药物，食物和药物一样同样能够防治疾病。在古代原始社会中，人们在寻找食物的过程中发现了各种食物和药物的性味和功效，认识到许多食物可以药用，许多药物也可以食用，两者之间很难严格区分。这就是“药食同源”理论的基础，也是食物疗法的基础。
中医药学还有一种中药的概念是：所有的动植物、矿物质等也都是属于中药的范畴，中药是一个非常大的药物概念。凡是中药，都可以食用，只不过是一个用量上的差异而已，也就是说法：毒性作用大的食用量小，而毒性作用小的食用量大。因此严格地说，在中医药中，药物和食物是不分的，是相对而言的：药物也是食物，而食物也是药物；食物的副作用小，而药物的副作用大。这就是“药食同源”的另一种含义。

### 特性
食材、藥材、醫學，這三者在幾千年的中國歷史中是融合為一的，因此才有“食藥同源”的理念。現代的中華人民共和國從上世紀60年代開始就積極整理各種中醫理論，根據好幾本古書以及臨床試驗，發展了目前的藥膳體系。
根據《黃帝內經·素問》之“臟氣法時論篇·第二十二”中所描述的，“五穀為養、五果為助、五畜為益、五菜為充，氣味合而服之，以補益精氣。”這句話簡單扼要的點名了藥膳的食材來源。總之，《黃帝內經》中強烈提倡要多種穀物、水果、肉類、蔬菜的組合來補充營養，並且在數量上必須“全部均等”，不可吃多或吃少，拒絕甚至摒棄“單一的、有主次的飲食結構”，這種強迫平衡的飲食觀念和現代醫學中的飲食金字塔、純素主義、生酮飲食、無麩質飲食、地中海飲食皆不相同，是中國人獨有的思考模式。
另外，關於“五穀”和“五畜”，在中國不同的古書中定義也不相同，互相矛盾之處頗多，這也是為什麼藥膳遲遲無法形成科學理論的原因：
- 在《周礼・天官・疾医》中，五穀是“麻・黍・稗・麦・豆”
- 在《孟子・滕文公上》中，五穀是“稲・黍・稗・麦・菽”
- 在《楚辞・大招》中，五穀是“稲・稗・麦・豆・麻”
- 在《爾雅》和《三字經》中，並不是“五畜”而是“六畜”，沒有鴨子，以狗和馬代替。

### 中国药膳
雖然藥膳在中國自古就有，但“藥膳”一詞是1982年的中國醫學研究者“翁維健”首先發明的。在十年後的1992年，大连出版社發行的《中国藥膳大辞典》問世，這本書根據中醫的理論，將藥膳明確定義為「根據食物本來的營養，用來臟腑排毒、調和氣血、平衡陰陽和預防疾病，以達到健康益壽之所有中國菜」。

## 日本

### 日本的“醫食同源”
1972年，日本的臨床醫生荒井博久在NHK的烹飪節目“今日料理（日语：きょうの料理）”（NHK“きょうの料理”同年9月號）的特輯《40歲起的美食》中首次說出了這個術語，並且明確表示來源自中國的“食藥同源”的理念，只是將其中名字作了些許修改。日本人把“食藥同源”改為“醫食同源”的原因是他們更加偏向於西醫的方式，並且不視普通食材為藥材，在日本人的觀念中，“醫療”的目的大於“食用”的目的，所以和“把食物等同於藥材”的中國式的觀念有些許不同。
此外，1972年12月，日本營養學家藤井健出版了《異食道元中國 3000 年的健康秘訣》一書，也引用了“醫食同源”的詞彙，但這位作者將“醫食同源”和另一個“藥膳”相混淆，這本書中絕大多數講的都是藥膳的製作方法。
1991年3月13日，醫食同源在《朝日新聞》的德語版文章中再次出現，這篇文章是描寫太極、氣功等中國的養生方法，所以在其中順便介紹了醫食同源的理念。
同樣是1991年，日本的權威字典《古今園》，即後來的《廣辭苑》中有了這個詞彙的記錄，在第3版中沒有，從第4版開始此詞彙成為日本的常用詞彙。
考慮到上述情況，“醫學起源”這個詞在1990年代左右就已經在日本各地普遍使用，而且人們認為，由於對健康的追求和對中國文化的研究熱潮，這個理念的傳播範圍只會越來越大。
自2000年代以來，醫食同源經過日本人的包裝，被重新進口到台灣、香港地區，配合日本人自己的漢方藥進行營銷，但在中國大陸則比較少受影響。

### 日韓的“藥膳料理”
在日本和韓國，藥膳只是作為一種“中國版的健康食品”而存在。在這些地區，並不需要專門的中醫理論在背後支持，只是單純的把那些有健康效果的中藥材丟到料理中一起煮，這樣做好的菜就能稱之為“藥膳料理”。因此，藥膳料理並不等同於真正的藥膳，日韓媒體在2000年後經常誇張的宣傳這些料理有美容養顏、雄壯精氣、補充正向能量磁場、享受香道等效果，這股風潮還逆向影響了台灣、香港、新加坡等華人較多地區，但中國大陸則不受影響，真正的藥膳理論也更加複雜。其實，“藥膳”的“膳”字本身就是料理的意思，因此“藥膳料理”是個累贅疊詞，不符合中國古代和現代的中文語法，反而符合日文和韓文的語法。

## 現代藥膳的常用食材
藥膳中，人們日常所吃的食物本身也被視為一種藥材，目前中國大陸最常見的藥膳食材有11種，分別是：海松子、金針菜、枸杞、藏紅花、山楂、銀耳、大棗、蜂蜜、百合、龍眼、仙草等，目前市面上所看到的的藥膳基本都是這幾種食物的組合。根據中醫陰陽五行的理論，這幾種常見食材並不會產生“相剋”的關係，所以可以放心加入各種中國菜中混合食用，一般都有補血、止咳化痰、修復臟器受損之作用，每天少量食用就能達到預期的效果。這些食材全部記載於《歸經》中，如果想要預防疾病，也可以提前在飲食中加入這些食材。
如果這些藥膳食材用現代科學的方法說明，會變成這樣：
- 海松子：又叫“紅松”，是松科松屬的果實部份，可加香油、鹽、糖、胡椒等熱炒。
- 金針菜：又叫“金心菜”，是萱草科萱草屬的花蕾部份，花蕊和花托也可吃。
- 銀耳：又叫“白木耳”、“銀次”，是銀耳科銀耳屬的全不部份，屬於“真菌類”或“蕈菇類”，不屬於植物。
- 枸杞：又叫“狗妃子”，是茄科枸杞屬的果實，經常以乾燥的形式吃。
- 藏紅花：又叫“番紅花”、“彼岸花”，是鳶尾科番紅花屬花朵的“雌蕊柱頭”，其餘部份均不能食用，經常以乾燥形式吃。
- 山楂：又叫“山渣子”、“三刺”，是薔薇科山楂屬的果實，生吃、用麥芽糖粘黏吃、或者乾燥吃皆可。
- 大棗：又叫“紅棗”、“黑棗”，是鼠李科棗屬的果實，可生吃或乾燥吃，不能與沙棘屬的植物搞混。
- 蜂蜜：最常見的動物型中藥材。
- 百合根：是百合科百合屬的鱗莖部份，只有鱗莖可食用。
- 龍眼：又叫“桂圓”，是無患子科龍眼屬的果實，生吃和乾燥皆可，生吃的話不可吃皮。
- 仙草：是唇形科仙草屬的植物食用方法特殊，需要把整個植物加水熬煮，之後加玉米或者馬鈴薯澱粉凝固，凝固之後的果凍狀食物才能吃。

此外，這是11種藥膳食材還可以擁有以下的不同功能：
- 家畜表面病痛類：海松子
- 清熱解毒類：金針菜
- 祛湿類：銀耳
- 温裏類：枸杞
- 調理氣息類：藏紅花
- 調理血液類：山楂
- 消食類：大棗
- 化淡止咳平喘類：蜂蜜
- 補益類：百合根
- 抑制苦澀類：龍眼
- 其它類（主要是保持身體均衡）：仙草

除了常用的11種藥膳食材，其它食材也可以套用類似模板，以方便讀者查閱，例如：
| 名称 | 五氣六味 | 歸經   | 功效                           | 醫療症狀                                                    |
| ---- | -------- | ------ | ------------------------------ | ----------------------------------------------------------- |
| 紫蘇 | 辛/温    | 肺, 脾 | 溫暖、散寒, 寛心舒壓，中和食慾 | - 感冒、咳嗽、鼻涕 - 脾胃脹氣、胸悶、 嘔吐 - 解魚蟹海鮮之毒 |

## 簡易的“藥膳理論”解釋
藥膳的理論中認為人體和食物有“五氣”之說，在這個理論中，世界上的所有食物都可以歸類為「熱、温、涼、寒、平」這五種。根據一個人的身體處於什麼狀態，就給這個人吃什麼樣的食物，例如一個人身體「燥熱」，那麼可以給他吃「屬涼」的食物，以緩慢降溫；而一個人“發寒”，就應該給他吃“屬溫”的食物，以抑冷提溫；“過熱”和“過寒”的食物不建議長時間吃，會阻礙身體健康，“溫”和“涼”的食物則可以多吃，天氣冷就吃溫的、天氣熱就吃涼的。那些不冷不熱的的中性食物可以歸類為“平”，吃多少也不會妨礙健康。
另外，藥膳理論認為「酸、甜、甘、辣、鹹、淡」這六種味道也能對應上述的“五氣理論”，對應人體的五臟，具體應用如下：
- 酸：連通“肝臟”，能提升“平”，收斂身體的過度飲食、過度疲勞、精力旺盛，鞏固血液酸堿平衡，能治療脂肪肝。
- 甜：連通“脾臟”，能治療“寒”，補充活力、提高專注力、祛除身體的各種臭味。
- 苦：連通“心臟”，能維持“涼”，腹瀉的人或者潮濕的環境中需要多吃，滋養五臟六腑，夏天尤其適合吃，能預防心臟病。
- 辣：連通“肺部”，能維持“溫”，發散過多熱氣濕氣、活血化淤青、傷口快速癒合，能治療咳嗽感冒。
- 鹹：連通“腎臟”，能治療“熱”，軟化堅硬的、打散集成塊的身體組織，可輕微腹瀉以治療便秘。
- 淡：没有连通五脏，能維持現狀，健脾、頭腦開竅、增加飽腹感。

六種味覺，配合五種属性氣，就組成了“五氣六味”理論，是藥膳理論中最常用的搭配模版。
如果吃兩種以上的藥膳食材的話，這些食材會自動形成“六大相生相剋”的關係，例如：
- 相須：單純的多吃同一種藥膳食材，就能讓效果加倍。
- 相使：兩種藥膳食材互相幫助彼此，增加營養，例如中國菜中會用油爆炒蔥薑蒜，炒出香味後才加入某種肉或蔬菜再炒。
- 相反：兩種藥膳食材互相化學反應，產生一系列毒素，有這種情況應該立即停止組合。
- 相恶：兩種藥膳食材雖然不會有害，但是互相抵消好的營養，變為“平性”的無效組合。
- 相殺：一種藥膳食材剋制另一種，被剋的那一方的功效消除，剋它一方的功效加大。
- 相畏：兩種本身帶有毒性的藥膳食材，互相將對方的毒性殺死，只留下好的營養。

後四種在實際操作中的風險性太大，一般人自己在家要做藥膳料理的話，只需要用到前兩種即可，後四種請自覺迴避。

### 溫熱屬性的食品
按照中醫的理論，指的是生長緩慢、個小、水分含量低、不煮熟的話會很堅硬食物，一般較為推薦常吃。
- 溫熱性蔬菜穀物：南瓜、栗子、核桃、大蒜、細香蔥、大蔥、洋蔥、蔥、花椒、花椒、紅辣椒、芥末、生薑、紫蘇、香菜、胡蘿蔔、菊花、蜂斗菜
- 溫熱性動物製品：鰻魚、海參、金槍魚、鯛魚、蜂蜜、牡蠣、牛肉、羊肉、雞肉
- 溫熱性加工食品：年糕、味噌、清酒、紅酒、啤酒、醋

### 寒冷屬性的食品
按照中醫的理論，指的是水分多、個大、不煮熟也能很軟的食物，一般不推薦吃，但是可以增強腎、泌尿功能。
- 寒冷性蔬菜穀物：茄子、西紅柿、黃瓜、芹菜、牛蒡、菠菜、藏紅花、蘆薈、薄荷、魚腥草、小米、鶴村崎、蘆筍、芝夏、苦瓜、蘿蔔、豆芽、冬菜、蕎麥、綠豆、小麥、桑葚、水菠菜、薺菜、苦瓜、竹筍、百合、蓮藕、蘑菇、綠豆、小豆、豆腐渣、裙帶菜、瓊脂、紫菜、海帶、羊栖菜
- 寒冷性水果：柿子、獼猴桃、香蕉、枇杷、檸檬、橘子、梨、蘋果、西瓜、菠蘿、柚子、金桔、夏日柑、椪柑、伊予館、草莓、柚子、柿餅、哈密瓜、芒果、甘蔗
- 寒冷性動物製品：豬肉、沙丁魚、蝸牛、蛤蜊、蛤蜊、鮑魚、海膽、章魚、螃蟹、秋刀魚、雞蛋、牛奶
- 寒冷性加工食品：綠茶、紅茶、茉莉花茶、烏龍茶、香油、醬油、食鹽、大醬、豆腐

### 平屬性的食品
檸檬、蘿蔔、納豆、糙米、馬鈴薯、大豆、秋刀魚、芋頭、雞蛋、竹芋、薏仁、捲心菜、玉米

## 相關書籍
- 森昌夫『医食同源のペプチド―やさしい病態栄養の知識』TEN BOOKS、1989年、ISBN 4876660123

## 關聯條目
- 食療
- 北京中医藥大学（日本中医学院）
- 中医
- 傳統医学
- 漢医学
- 中藥
- 漢方藥
- 藥草